# 1994-es Formula–1 brit nagydíj
A brit nagydíj volt az 1994-es Formula–1 világbajnokság nyolcadik futama.

## Futam
A silverstone-i brit nagydíj felvezető körében Schumacher megelőzte Hillt, ami a szabályok értelmében nem megengedett. A Benetton-Ford versenyzője tíz másodperces büntetést kapott, amelyet nem sikerült időben teljesítenie, így fekete zászlót lengettek a kerpeni pilótának. Schumacher figyelmen kívül hagyva ezt tovább versenyzett, aminek diszkvalifikálás lett a következménye. Flavio Briatore ekkor beszélt Bernie Ecclestone-nal, ami a fekete zászló visszavonásához vezetett. Schumacher megtarthatta a második helyezéséért járó pontjait, ám a Hockenheimban megrendezett futamot megelőzően törölték pontjait, és a fekete zászló figyelmen kívül hagyása miatt két versenytől való eltiltással sújtották a versenyzőt.
| Helyezés | #  | Versenyző             | Csapat/Motor      | Futott körök | Idő/Kiesés oka | Rajthely | Pontszám |
| -------- | -- | --------------------- | ----------------- | ------------ | -------------- | -------- | -------- |
| 1        | 0  | Damon Hill            | Williams-Renault  | 60           | 1:30:04,3      | 1        | 10       |
| 2        | 27 | Jean Alesi            | Ferrari           | 60           | +1:08,128      | 4        | 6        |
| 3        | 7  | Mika Häkkinen         | McLaren-Peugeot   | 60           | +1:40,659      | 5        | 4        |
| 4        | 14 | Rubens Barrichello    | Jordan-Hart       | 60           | +1:41,751      | 6        | 3        |
| 5        | 2  | David Coulthard       | Williams-Renault  | 59           | +1 kör         | 7        | 2        |
| 6        | 3  | Katajama Ukjó         | Tyrrell-Yamaha    | 59           | +1 kör         | 8        | 1        |
| 7        | 30 | Heinz-Harald Frentzen | Sauber-Mercedes   | 59           | +1 kör         | 13       |          |
| 8        | 6  | Jos Verstappen        | Benetton-Ford     | 59           | +1 kör         | 10       |          |
| 9        | 9  | Christian Fittipaldi  | Footwork-Ford     | 58           | +2 kör         | 20       |          |
| 10       | 23 | Pierluigi Martini     | Minardi-Ford      | 58           | +2 kör         | 14       |          |
| 11       | 12 | Johnny Herbert        | Lotus-Mugen-Honda | 58           | +2 kör         | 21       |          |
| 12       | 26 | Olivier Panis         | Ligier-Renault    | 58           | +2 kör         | 15       |          |
| 13       | 25 | Éric Bernard          | Ligier-Renault    | 58           | +2 kör         | 23       |          |
| 14       | 19 | Olivier Beretta       | Larrousse-Ford    | 58           | +2 kör         | 24       |          |
| 15       | 31 | David Brabham         | Simtek-Ford       | 57           | +3 kör         | 25       |          |
| 16       | 32 | Jean-Marc Gounon      | Simtek-Ford       | 57           | +3 kör         | 26       |          |
| Kizárva  | 5  | Michael Schumacher    | Benetton-Ford     | 60           | Kizárva        | 2        |          |
| Kiesett  | 24 | Michele Alboreto      | Minardi-Ford      | 48           | Motorhiba      | 17       |          |
| Kiesett  | 28 | Gerhard Berger        | Ferrari           | 32           | Motorhiba      | 3        |          |
| Kiesett  | 4  | Mark Blundell         | Tyrrell-Yamaha    | 20           | Váltó          | 11       |          |
| Kiesett  | 20 | Éric Comas            | Larrousse-Ford    | 12           | Motorhiba      | 22       |          |
| Kiesett  | 29 | Andrea de Cesaris     | Sauber-Mercedes   | 11           | Motorhiba      | 18       |          |
| Kiesett  | 10 | Gianni Morbidelli     | Footwork-Ford     | 5            | Motorhiba      | 16       |          |
| Kiesett  | 11 | Alessandro Zanardi    | Lotus-Mugen-Honda | 4            | Motorhiba      | 19       |          |
| Kiesett  | 8  | Martin Brundle        | McLaren-Peugeot   | 0            | Motorhiba      | 9        |          |
| Kiesett  | 15 | Eddie Irvine          | Jordan-Hart       | 0            | Motorhiba      | 12       |          |
| NK       | 34 | Bertrand Gachot       | Pacific-Ilmor     |              |                |          |          |
| NK       | 33 | Paul Belmondo         | Pacific-Ilmor     |              |                |          |          |

## A világbajnokság élmezőnyének állása a verseny után
| H  | Versenyzők         | Pont | H  | Konstruktőrök    | Pont |
| -- | ------------------ | ---- | -- | ---------------- | ---- |
| 1. | Michael Schumacher | 66   | 1. | Benetton-Ford    | 67   |
| 2. | Damon Hill         | 39   | 2. | Williams-Renault | 43   |
| 3. | Jean Alesi         | 19   | 3. | Ferrari          | 42   |
| 4. | Gerhard Berger     | 17   | 4. | Jordan-Hart      | 14   |
| 5. | Rubens Barrichello | 10   | 5. | McLaren-Peugeot  | 14   |

## Statisztikák
Vezető helyen:
- Damon Hill: 48 (1-14 / 27-60)
- Michael Schumacher: 8 (15-17 / 22-26)
- Gerhard Berger: 4 (18-21)

Damon Hill 5. győzelme, 4. pole-pozíciója, 6. leggyorsabb köre, 1. mesterhármasa (gy, pp, lk)
- Williams 73. győzelme.